# Diaulota fulviventris
Diaulota fulviventris (лат.) — вид коротконадкрылых жуков рода Diaulota из подсемейства Aleocharinae. Встречаются по тихоокеанскому побережью Мексики и США (Калифорния). Обитают в приливно-отливной литоральной зоне скалистых берегов.

## Описание
Жуки-стафилиниды мелкого размера, длина тела 1,9—2,3 мм. Основная окраска чёрная. От близких видов отличается следующими признаками: гипомерон с продольным килем, менее угловат сзади; ментум с более мелким передним окаймлением. Надкрылья шире длины; задний край VIII стернита городчатый. Формула члеников лапок 4-4-5. Лабрум полукруглый; надкрылья короче переднеспинки; задние крылья отсутствуют.